# Bandera de Cuba
La bandera de Cuba, composta per tres franges blaves i dues de blanques, amb un triangle vermell al pal carregat d'una estrella blanca de cinc puntes, va ser dissenyada per Emilia i Miguel Teurbe Tolón (una parella de cubans exiliats a Nova York) el 1849, a petició del general Narciso López, un filibuster veneçolà que volia alliberar Cuba.

## Història
Narciso López (1797-1851), militar veneçolà que havia esdevingut un home de negocis a Cuba després d'haver-se casat amb la rica propietària cubana Dolores Frías, germana del comte de Pozos Dulces, havia organitzat una conspiració contra el govern colonial espanyol coneguda com la Conspiració de la Mina de la Rosa Cubana. Un cop descobert el complot, es va haver d'exiliar als Estats Units, on des de Nova Orleans va preparar la primera invasió independentista de l'illa. Amb aquest objectiu, va reclutar veterans de la guerra contra Mèxic, soldats nord-americans preparats, remunerats, per lluitar contra els espanyols. El 19 de maig de 1850, a bord del vaixell Creole, acompanyat de 608 homes, va desembarcar a la localitat de Cárdenas, propera a Matanzas, a la part oest de Cuba. La presa de la ciutat va tenir un caràcter simbòlic perquè hi fou hissada per primer cop a l'illa la bandera cubana amb l'estrella solitària. El segon intent d'invasió de Narciso López fou a l'oest de l'Havana, a la regió costanera de Playitas. Però allà la invasió encara va tenir menys èxit i es van dispersar els homes; de resultes d'això, López va ser detingut i condemnat a morir al garrot.
La bandera es va adoptar el 20 de maig de 1902, un cop instaurada la República de Cuba, que s'havia independitzat d'Espanya el 1898.

## Interpretació
L'estrella blanca és coneguda com l'estrella solitària i s'identifica amb la llibertat. El triangle és la representació maçònica de la igualtat, i el seu color vermell és la sang vessada pels combatents de la independència. Les franges blaves representen els antics departaments que controlaven l'illa i els blancs simbolitzen la pau.
Els tres colors (blau, blanc i vermell) recorden el tríptic de la Revolució Francesa: llibertat, igualtat i fraternitat.